# Philippe Presti
Philippe Presti (Arcachón, 26 de junio de 1965) es un deportista francés que compitió en vela en la clase Finn.
Ganó tres medallas en el Campeonato Mundial de Finn entre los años 1993 y 1996, y una medalla de bronce en el Campeonato Europeo de Finn de 1995.

## Palmarés internacional
| \| Campeonato Mundial \| Campeonato Mundial \| Campeonato Mundial \| Campeonato Mundial \| \| Año \| Lugar \| Medalla \| Clase \| \| ------------------ \| ---------------------- \| ------------------ \| ------------------ \| \| 1993 \| Bangor (Reino Unido) \| Medalla de oro \| Finn \| \| 1995 \| Melbourne (Australia) \| Medalla de bronce \| Finn \| \| 1996 \| La Rochelle (Francia) \| Medalla de oro \| Finn \| \| Campeonato Europeo \| \| \| \| \| Año \| Lugar \| Medalla \| Clase \| \| 1995 \| Balatonfüred (Hungría) \| Medalla de bronce \| Finn \| |                        |                   |       |
| Campeonato Mundial |                        |                   |       |
| Año | Lugar                  | Medalla           | Clase |
| 1993 | Bangor (Reino Unido)   | Medalla de oro    | Finn  |
| 1995 | Melbourne (Australia)  | Medalla de bronce | Finn  |
| 1996 | La Rochelle (Francia)  | Medalla de oro    | Finn  |
| Campeonato Europeo |                        |                   |       |
| Año | Lugar                  | Medalla           | Clase |
| 1995 | Balatonfüred (Hungría) | Medalla de bronce | Finn  |